# 達爾馬托沃
達爾馬托沃（俄语：Далма́тово）是俄羅斯庫爾干州西北部的一個城市，距庫爾干西北192公里。2002年人口14,972人。
1644年由一名僧侶建立，1781年建市，1797年被撤，1947年重設。
56°16′N 62°55′E / 56.267°N 62.917°E